# Mughiphantes styriacus
Mughiphantes styriacus är en spindelart som först beskrevs av Thaler 1984.  Mughiphantes styriacus ingår i släktet Mughiphantes och familjen täckvävarspindlar.
Artens utbredningsområde är Österrike. Inga underarter finns listade i Catalogue of Life.